# Dan O'Halloran
Dan O'Halloran, född 25 mars 1964, är en kanadensisk före detta ishockeydomare som var verksam i den nordamerikanska ishockeyligan National Hockey League (NHL) mellan 1995 och 2020. Under sin domarkarriär i NHL dömde han 1 510 grundspelsmatcher, 212 slutspelsmatcher (Stanley Cup) och tio Stanley Cup-finaler. O'Halloran var också verksam internationellt och var en av ishockeydomarna vid olympiska vinterspelen 2010 och World Cup 2016.
Han har även varit president för National Hockey League Officials' Association (NHLOA), fackförening för NHL-domare, sedan i början av 2010-talet, oklart dock om O'Halloran är fortfarande det när han avslutade sin domarkarriär år 2020.